# Alexandre Pepin-Lehalleur
Alexandre Pepin-Lehalleur est un homme politique français né le 27 mai 1817 à Paris où il est décédé le 20 décembre 1879.
Avocat, il est député de Seine-et-Marne en 1851, élu à l'occasion d'une élection partielle en juillet. Il siège à droite, avec les monarchistes.